# 殻ノ少女
『殻ノ少女』（からのしょうじょ）は、2008年7月4日に有限会社グングニルのブランド「Innocent Grey」より発売されたアダルトゲーム。通常版は同年7月25日、ダウンロード版は同年12月20日に発売された。初回版発売同日には主題歌・BGMが収録されたサウンドトラック「Azure」（アジュール）も発売された。2009年7月24日に「ぶる〜べり〜そふと」よりDVDPG版が発売された。2011年6月29日にはMangaGamerより英語版『Kara no Shoujo』が発売された。2013年2月8日に続編『虚ノ少女』が発売された。2019年12月20日に一部キャストを変更したリマスター版『殻ノ少女《FULL VOICE HD SIZE EDITION》』が発売された。

## 概要
昭和31年3月の戦後東京を舞台に、探偵の主人公が猟奇殺人事件を追うアドベンチャータイプのゲーム。30人以上もの人物が登場し、手帳を駆使して人物や証拠などの情報を整理するシステムを採用している。そのため、エンディングは複数存在する。また、残虐な事件を扱う作品の性質上、グロテスクな表現も少なくない。なお、体験版は本編の冒頭部分を抜き出した一般的なものではなく、前日談として別個に制作された内容となっており、専用のイベントCGが数枚含まれる。
アダルトゲームとしては珍しく、公式サイトには、本作ゲームの担当声優たちのオーディションの様子が公開されている（つまり源氏名を扱う声優の素顔も公開されている）。
多くのアダルトゲームのパッケージは内容物のDVDやマニュアルに比べて過剰に大きいが、本作のパッケージはアルバムジャケットと同じくらいのサイズだったため話題を呼んだ。
本作は美少女ゲームアワード2008のBGM部門とプロモーション部門で金賞を受賞した。また、シナリオ部門とグラフィック部門で優秀賞を受賞している。

## ストーリー
昭和31年のある春の日、時坂 玲人は井の頭公園で出会った少女・朽木冬子から「本当の自分を見つけ出してほしい」という依頼を受けた。同じころ、玲人は警視庁時代の同僚だった魚住から、少女ばかりを狙った連続殺人事件の調査の依頼が来た。そして、玲人の妹・紫の通う櫻羽女学院の教頭からも、行方不明になった生徒の捜索の依頼が来た。
教頭の依頼を受ける形で、櫻羽女学院へ潜入したところ、玲人は冬子と再会した。

## 登場人物
時坂 玲人（ときさか れいじ）
声：なし / 高橋がならない（ドラマCD・アニメ版） / 髭内悪太（HD）
本作の主人公で、新宿に事務所を構える私立探偵。本編の6年前に起きた「六識事件」で恋人を失い警察を辞職した元刑事。幼馴染でかつての同僚でもある現職刑事の魚住とのつながりから、警察より事件の調査の依頼を受けることも多い。趣味は読書。7年ほど前に両親が飛行機事故で死亡したため、杉並区の自宅で妹の紫と2人で暮らしている。戦中は軍で九七式中戦車の操縦手を務めていた。白兵戦で負傷した右目を長い前髪で隠している。以前、夜中に紫が飼っていた大量のコオロギが逃げ出して自室に入り込んで来て以来、虫が苦手である。
時坂 紫（ときさか ゆかり）
声：かわしまりの
玲人の妹で、家事全般をこなすしっかり者。家では和服を着ている。櫻羽女学院の生徒であり、美術部に所属している。虫全般に異様なまでの関心を持っており、昆虫学の知識が豊富。採集や飼育に止まらず、捕まえてきたイナゴを自分で佃煮にして食べるほど。あちこちから集めてきた様々な虫を自宅で飼育しており、1匹ごとに名前を付けている。「フェルナンド」と名付けた殻が右巻きの珍しいヒダリマキマイマイがお気に入り。本編の進行状況によっては大きく運命を左右される一人。
朽木 冬子（くちき とうこ）
声：あじ秋刀魚
櫻羽女学院の生徒で、美術部に所属している。ミステリアスな雰囲気を持つ少女。まるで少年のような口調で話す。自分が養子である事を知って悩み、玲人に「本当の自分を捜して欲しい」と依頼する趣味は写生、月夜の散歩。名前の読みが同じである透子から極度に依存されており、一緒にいる事が多い。「再生不良性貧血」を患っており、定期的に薬を投与しなければ倒れてしまう。この体質が災いし、物語後半で事故に巻き込まれてしまう。ボンベイ型という特殊な血液を持つ。本編では悲劇的な結末を避け得ない人物だが、『ルリノユメ』収録のドラマCDでは本編の6年後にイタリアで絵画修復職人を目指して修行に励む姿が描かれている。
朽木 千鶴（くちき ちづる）
声：葉村夏緒
冬子の母。物静かで儚げな印象を受ける女性。若い頃に兄・文弥と愛し合い身篭るが急性の白血病を患い、その治療の際に流産し、子供が出来ない身体となる。結末によっては養子である冬子とのぎくしゃくした関係に長年苦しんでいた様が明かされる。
当人は知らないが、冬子は千鶴が「戸籍上の母」で「血の繋がった母」ではないことを知っていた。
四十宮 綴子（よそみや つづりこ）
声：日向葵
櫻羽女学院の生徒で、紫の親友。明るく活発な性格で、学生にして文芸誌に作家デビューしている一面をもつ。売れっ子作家である「葛城シン」に憧れている。玲人によって「トジ子」というあだ名を付けられ、友人達の一部にも普及しつつある。口癖は「トジ子言うな！」。「文藝小説」誌上にて紫が題名を考案した小説「無間の珠」を連載中。
魚住 夾三（うおずみ きょうぞう）
声：滝沢アツヤ
警視庁刑事、巡査部長。玲人とは幼馴染でかつて同じ上司のもとで働いていた。玲人とは異なり、肉体派である。葉月 杏子に気があるが、彼女を前にするとほとんど何も喋れなくなってしまう。趣味は釣り。
水原 透子（みずはら とうこ）
声：吉田美海
櫻羽女学院の美術部員。冬子の親友でいつも一緒に行動している。裕福な出自ではないため強い劣等感を持っており、今おかれている環境や周囲の学生、母親、自分さえも嫌っている。冬子に対してだけは崇拝に近い感情を抱いており、「冬子になりたい」と願っており、彼女を真似て短かった髪を伸ばそうとしている。同様の理由から急速に冬子と親しくなっていく玲人を快く思っていない。趣味は絵本を描くこと。
水原 未央（みずはら みお）
声：草村ケイ
透子の母親で、貝殻などからつくる絵画用の顔料の精製師。生活は貧しく、常に借金取りが家に来ている。女手一つで娘の透子を育ててきたが、娘から一方的に嫌われていて関係は険悪。旧姓は間宮未央（まみや みお）。
月島 織姫（つきしま おりひめ）
声：かわしまりの
櫻羽女学院の生徒会長。大富豪のお嬢様で高いカリスマ性をもち下級生の憧れの的となっているが、今の環境を窮屈に感じている。趣味は読書。自分と同じ様に抑圧されている都内の女子学生達を集め、「シスマ」という売春グループを組織し社会秩序を乱そうとしていたが、やがてメンバーが次々に殺害され始めるとその行動にも確信を持てなくなり、思い悩む。避妊薬を常用している。
西園 唯（にしぞの ゆい）
声：香澄りょう
櫻羽女学院の美術部員で、紫や冬子の後輩。幼い頃に両親が離婚し母親に引き取られたが、その母親も既に死亡している。本編開始の1ヶ月半ほど前から行方不明になっている。歩と仲が良かった。趣味は写生。夜月から写真のモデルを頼まれ親しくなり、「笑い方が分からない」と悩みを打ち明けていたが、彼が撮影した写真には晴れやかな笑顔で写っている。「シスマ」のメンバーで、堕胎経験がある。なお、体験版では行方不明になる前の姿を見る事が出来る。
佐東 歩（さとう あゆむ）
声：柚木かなめ
櫻羽女学院の剣道部員。西園唯と親友同士で、その関係から美術部の紫たちと面識がある。初めは消極的であるが徐々に玲人と打ち解けていく。後々、玲人の事件解決につながる手助けを何度もすることになる。
佐伯 時生（さえき ときお）
声：馬並硬太 / 佐藤晴男（ドラマCD版）
櫻羽女学院の教頭で、時坂に行方不明の学生を捜して欲しいと依頼しにきた人物。おだやかな物腰が特徴。趣味は写生で美術部の顧問も担当。戦前は将来を嘱望された画家であった。6年前に起きた「六識事件」で櫻羽女学院に在学中だった次女の美羽（みう）を亡くしている。玲人にいろいろと協力してくれる一人である。
日下 達彦（くさか たつひこ）
声：広野大地
櫻羽女学院教師。紫や冬子たちの担任。大人しい好青年風。趣味は映画鑑賞。両親の離婚の際に父親に引き取られた、西園唯の実兄。
朱崎 寧々（あかざき ねね）
声：葉村夏緒
櫻羽女学院の養護教諭。人望があり、生徒から様々な相談を受けているが、相談だけではなく身体の関係もある生徒もいる。時間があれば調べ物をしているが、何を調べているのかは教えてくれない。
葉月 杏子（はづき きょうこ）
声：柚木かなめ
吉祥寺の喫茶店「月世界」のオーナーで、未亡人。玲人や魚住らとは昔馴染みで、よき相談相手になることも。魚住の好意には気付いておらず、自身は玲人に好意を抱いている。夫は7年前に在日米軍将校の運転する車に轢かれ、死亡した。事故捜査を米軍が行ったため真相は不明のままで、遺体の返還もなされていない。
雨宮 初音（あめみや はつね）
声：雅姫乃
喫茶店「月世界」に住み込みで働いているウェイトレスで、玲人の妹・紫よりも年上である。少女時代に上野の娼館「雪白」で手伝いをしており、その頃に世話になった秋五には今でも感謝と尊敬の念を抱いている。「雪白」閉鎖後は女主人だった雨雀の養女となり、雨宮姓を名乗っている。「月世界のメニューを増やす」と称して奇異な創作料理に取り組んでおり、その名も「初音スペシャル」シリーズを生み出している。
夏目さん（なつめ -）
声：一色ヒカル
本名は高城 夏目（たかしろ なつめ）。秋五の実姉で監察医。以前は監察医務院に勤務していたが、現在は「高城医院」という個人病院を開業しており、趣味は解剖。見た目も性格も奇人だが、監察医としての腕は確かで警察からもしばしば協力を依頼される。検視の他、指紋照合などの鑑識技能も持つ。玲人とは刑事時代からの付き合いで、捜査に必要な情報やアドバイスを提供してくれる。弟である秋五と同様、八木沼警視とは馬が合わず、彼が来た後に塩をまこうとした。
高城 秋五（たかしろ しゅうご）
声：機知通
上野の私立探偵。玲人や魚住とは軍隊時代、刑事時代からの友人。『カルタグラ 〜ツキ狂イノ病〜』の主人公。最近は妻の和菜を心配させないため、あまり物騒な依頼は受けないようにしているようだが、本編の進行状況によっては思わぬ形で事件に巻き込まれることも。稼ぎが悪いせいか、すっかり恐妻家と化している。
高城 和菜（たかしろ かずな）
声：秋城柚月
秋五の妻で、夫を尻に敷いている。『カルタグラ 〜ツキ狂イノ病〜』のメインヒロイン。旧姓の上月和菜（こうづき かずな）という芸名で舞台女優をしていたが、現在は身重のため女優業は休業中。相変わらず「貧乳」で夫の秋五が毎晩揉んでも大きくならないと嘆いている。夫・秋五同様、本編の進行状況によっては大きく運命を左右される一人。
八木沼 了一（やぎぬま りょういち）
声：原田友貴
『カルタグラ 〜ツキ狂イノ病〜』の本編だった「上野連続猟奇殺人事件」に警察側から関わった一人。時坂や秋五が辞めた後、有島一磨の部下だった男。「上野連続猟奇殺人事件」の解決をきっかけに異動・昇進して警察庁の警視になっている。相変わらず口や態度は悪いが、冬子と血の繋がりが無い事を悩む千鶴を叱咤激励するような一面もある。「上野連続猟奇殺人事件」と同じ様に探偵である玲人が事件を嗅ぎ回っていることが気にいらない様子。今回は本編中盤、4月に入ったあたりから魚住の上司として登場する。父親は目的のためなら手段を厭わないことで名の知れた検事だったが、特別高等警察により逮捕され獄死している。
八木沼 英理子（やぎぬま えりこ）
了一の姉。15年前に父親に強姦され妊娠し自殺を図ったが失敗、脳障碍が残り、朽木病理学研究所で寝たきりの状態になっている。回復の見込みは殆ど無いにもかかわらず、時折弟である了一や親友の間柄だった千鶴が見舞いに訪れている。元気な頃は聡明で美しい女性であった。
朽木 靖匡（くちき やすただ）
声：馬並硬太
冬子の祖父。朽木病理学研究所の所長で画家の間宮心像と親しい友人関係にある。その仲は非常に高額である彼の絵を直接、本人から譲ってもらうほど。玲人の捜査には割と協力的な方である。
朽木 文弥（くちき ふみや）
声：機知通
冬子の伯父で千鶴の兄。朽木病理学研究所ではなく自宅のそばにある小さな診療所で働いている。優しく気さくで冬子のことを大切に思っている。若い頃に妹・千鶴と愛し合い身篭らせるが、動揺した彼女によって傷付けられ右手の指先を失い、その傷を常に手袋で隠している。過去に外科医を志していた。
村瀬 直己（むらせ なおき）
声：広野大地
朽木病理学研究所の麻酔医で、所長が不在の際は所長代理を勤めるときもある。「所長命令」のため、玲人の捜査に仕方なく協力しているが来る度に嫌そうな顔をする。良く思わないことを言葉や態度に露骨に表すこともしばしば。寧々は大学の後輩に当たる。
山ノ内 小春（やまのうち こはる）
声：香澄りょう
朽木病理学研究所の産婦人科医。櫻羽女学院の定期健診も担当しているため、学院内の堕胎経験者を知っており、1年ほど前より妊娠について学生より相談を受けることが多くなったと話す。玲人に友好的に接してくれ、捜査には協力的。
西藤 環（さいとう たまき）
声：Back麗男 / 池田知聡（ドラマCD版）
朽木病理学研究所の精神科医。日下達彦と間宮心爾の担当医でもある。代々医師の家系で幼い頃から医師になるための教育を受けていた。どれが自分にとって一番向いているか分からず、医療に関わるあらゆる知識を身に付けたとは本人の談。玲人の捜査に精神科医の立場から助言したりなど、非常に協力的。外国車のビュイックに乗っており、お金持ちである様子。
深山 由記子（みやま ゆきこ）
声：一色ヒカル
玲人の恋人だった女性。結婚の約束をしており、玲人の子供を身ごもっていたが、実母が自身を産んだ際に死亡している事から出産に恐怖心を抱いていた。「六識事件」に巻き込まれ頭部の無い惨殺された姿で発見される。未だにこのことが玲人の心に暗い影を落としている。また、葉月杏子の親友でもあった。
間宮 心像（まみや しんぞう）
声：胸肩腎
本作のタイトルであり、作中にも登場する絵画「殻ノ少女」を描いた画家。明治23年1月11日東京生まれ。大正末期より様々な芸術作品を発表し、美術に関わっているものなら知らないものはいないとされるほど有名な画家となった。先の大戦後は一貫して「殻」にこだわった作品を発表している。本人は偏屈で人間嫌いらしく、滅多に人前に現れないらしい。
葛城 シン（かつらぎ シン）
声：八神大輔 / 野宮一範（ドラマCD版）
最近、女学生の間でブームとなっている小説「ネアニスの卵」の著者。線の細い、穏やかな印象と端正な顔の持ち主で女性にもみえそうな男性。淡々とした口調で話すが、非社交的でもない。「文藝小説」誌上にて新作小説「シェオルの殻」を連載中。「葛城シン」はペンネームで本名は間宮心爾（まみや しんじ）。
森 夜月（もり よるつき）
声：胸肩腎
プロのカメラマン。行方不明になる前の西園唯を被写体に写真を撮ったことがあったため、被疑者にさせられそうになった。基本的に「いい人」のため、玲人に言いくるめられてしまい、愛車をタクシーがわりにさせられることも。愚痴をいいながらも玲人に協力してくれる一人。
マリス・ステラ
声：秋城柚月
不思議な雰囲気と天然系気質を持ち合わせたつかみ所の無い金髪碧眼の女性。左目の下に黒子が1つある。美術品の知識は相当なもので、普段は片言の日本語なのに美術品の説明になると驚くほど流暢な日本語で話す。東京都美術館で学芸員として働いている。父親はイタリア人宣教師のクリストファー・ベルジュ・ステラ、母親は日本人修道女の桂木素子。幼い頃に失声症を煩っていたが、朽木病理学研究所の斉藤医師の治療により快復している。
セレスティアル・ステラ
マリスの実姉で六識命の恋人だった女性。愛称はセレス。左目の下に黒子が2つある。とても家族思いの女性だったが原因不明の病で若くしてこの世を去る。六識は彼女の病を治すため、あらゆる医学知識を身につけていったという。
中原 慎二郎（なかはら しんじろう）
3月下旬に訪れる岡山・倉敷にある「中原美術館」の館長。病院・孤児院・電力会社・銀行などをつくった実業家であるが病に伏しており、戦争で亡くなった息子・幸人（ゆきひと）の妻だった美砂（みさ）の連れ子を探している。訳あって2人の結婚を認めることができなかったことを悔い、せめてもの償いに財産をその連れ子に譲りたいとのこと。東京にいるらしく、その捜査を上野の私立探偵に依頼したらしい。その連れ子の名前は「トウコ」という。
桂木 素子（かつらぎ もとこ）
声：草村ケイ
4月上旬に訪れる群馬県の「親愛修女会」の代表である年老いた修女。ある人物について重要な事実を玲人に話してくれる。
六識 命（ろくしき まこと）
「六識事件」の犯人とされる医師。戦中は軍医をしていて、戦後に産婦人科医になったとされているが助産婦登録もしておらず、戦後の混乱の時期に乗じてなった「モグリ」だった。戸籍も確かなものが存在しなかったため居場所も分からず、生死も不明。
六識 美砂（ろくしき みさ）
六識命の実妹で、順当に本編を進めていくと終盤に名前が登場する。戦争で戸籍が失われたのか生死不明である。

## スタッフ
- 原画・監督：杉菜水姫
- シナリオ：鈴鹿美弥
- CG統括：珈琲貴族
- 音楽：まにょっ(Little Wing)

## 主題歌
「瑠璃の鳥」
作詞：六浦館／作曲・編曲：MANYO／歌：霜月はるか

## 漫画
コミックメガストア2008年10月号に、原画の杉菜水姫自身による読みきり短編漫画が掲載されている。

## 関連商品

### サントラCD
- オリジナルサウンドトラック「Azure」(Innocent Grey、GUN-0009、2008年7月4日発売、AUDIO-CD 2枚組) 
  - ゲーム中BGM、テーマ曲「瑠璃の鳥」フルVer.を含む全29曲を収録。

### ドラマCD
- 殻ノ少女 オリジナルドラマCD 第一巻「FILE00:六識事件」(匠、TAL-010、2008年10月31日発売)
- 殻ノ少女 オリジナルドラマCD 第二巻「ネアニスの卵」(匠、TAL-011、2009年1月23日発売、AUDIO-CD 2枚組)
- 殻ノ少女 オリジナルドラマCD 第三巻「シェオルの殻」(匠、TAL-012L、2009年5月1日発売、AUDIO-CD 3枚組)
  - 原作では詳しく語られなかったエピソードを収録、結末もオリジナルとなっている。

### グッズセット
- 「ルリノユメ」(Innocent Grey、GUN-0013、2009年5月29日発売)
  - 殻ノ少女 原画集「SHEOL」
  - オリジナルドラマCD「アオイトリ」
  - 「アオイトリ」ミニサウンドトラック

以上の3点を収録したもの。2009年5月5日に開催されたDreamParty東京2009春で先行発売された。

## アダルトアニメ
- Platinum Milky制作のアダルトアニメ、全2話。

スタッフ
- 原作：Innocent Grey
- プロデューサー：濱崎大悟
- アニメーションプロデューサー：晴倉仁
- 脚本：関町台風
- 絵コンテ・演出・監督：美住蘭
- キャラクターデザイン・総作画監督：石原恵
- 作画監督：丸英男（1話）、柴田志朗、内野明雄（2話）
- 色彩設計：ひのさとみ
- 色指定・検査：西村省吾
- 美術監督：本田修羽（1話）、大地（2話）
- 編集：新海コウキ（柳編集室）
- 音響監督：渡久地誠
- 録音演出・効果：藤原もりじ
- 音響制作：Tプロジェクトスタジオ
- 設定制作：サダユキ
- 制作担当：河原さとる
- アニメーション制作：フレバーズ・ソフト
- 製作：ミルキーズピクチャーズ

### 主題歌
「瑠璃の鳥」
霜月はるかによるエンディングテーマ。作詞は六浦館、作曲・編曲はMANYO。

### 各話リスト
| 話数（巻） | 発売日         |
| ---------- | -------------- |
| 第1話      | 2010年1月25日  |
| 第2話      | 2010年10月15日 |